# Єсберг
Єсберг (нім. Jesberg) — громада в Німеччині, знаходиться в землі Гессен. Підпорядковується адміністративному округу Кассель. Входить до складу району Швальм-Едер.
Площа — 49,77 км2. Населення становить 2210 ос. (станом на 31 грудня 2020).

## Географії

### Адміністративний поділ
Громада  складається з 5 районів:
- Єсберг
- Денсберг
- Гундсгаузен
- Ельнроде-Штранг
- Рептіх